# SEVEN4
SEVEN4（セブンフォー）は日本のアイドルグループ。
「インタラクティブエンタテイメントパーク」をコンセプトとし結成された。

## 概要
複数のユニットから抜擢されたメンバーに、ソロアイドル数人を加えた超党派大規模ユニットとしてスタート。
お披露目ライブが2017年7月4日であり、定期公演の開場時刻が19時4分（7時4分）で開演時刻が19時40分（7時40分）、公演時間が74分であるなど、ユニット名にちなんだ語呂合わせが髄所に見られる。
メンバーの多くが他のユニットとの兼任であることから「地下アイドル界の連合艦隊」とも呼ばれている。
毎回ライブ後にアトラクション結果としてメンバーの「動員ランキング」と「ソロチェキ販売ランキング」を公開していた。これは「全メンバー30枚売り切れを目指そう！」を目標としたものであるとのこと。

## 「CR SUPER電役ナナシーDXⅡ」とのコラボ
2018年3月15日、豊丸産業株式会社によるパチンコ台「CR SUPER電役ナナシーDXⅡ」のプレス発表会がAKIBAカルチャーズ劇場で行われ、SEVEN4の代表曲『音速DI-VA』が「曲でタイアップ」として当該機種の大当たり演出に登場すること、および「SEVEN4はこの台のために作られたユニット」であり（ナナシーにちなんで7と4でSEVEN4）、『音速DI-VA』はフリー音源として使用出来ることが発表された。

2021年に発表された「PA SUPER電役ナナシーSPECIAL66 3VV」にもSEVEN4の楽曲「りみっとBreak！」「元気注意報」が大当たり演出に登場する。

## メンバー
2018年1月14日に公式ブログにて、2018年2月よりメンバーを3つのチームにわけそれぞれの組み合わせで定期公演をおこなっていく旨が発表されたが、各所属グループや個々の活動の関係により組み分けによる定期公演ではパフォーマンスが十分披露出来ないと判断され、3月から通常定期公演に戻っている。
メンバーは下記の通り。加入日は加入発表日もしくはステージデビュー日。

### 現メンバー
| 名前       | 誕生日         | 兼任グループ                                                              | 備考・加入日                     |
| ---------- | -------------- | ------------------------------------------------------------------------- | -------------------------------- |
| おがたゆき | 1994年12月22日 | のーぷらん。                                                              | 2代目キャプテン 2017年8月3日加入 |
| 月乃みか   | 6月17日        | Lanan マジカルコネクションβ Nurserys(活休中)                              | 2019年3月31日加入                |
| 斉藤とも   | 11月19日       | －                                                                        | 2019年5月2日加入                 |
| 貴野萌     | 1997年4月17日  | 天空のシラバス マジカルコネクションβ ChouChou スターマイン                | 2019年5月2日加入                 |
| 陽乃ほのか | 1998年1月5日   | 天空のシラバス マジカルコネクションβ CrazyBeats Nurserys(活休中) ChouChou | 副キャプテン 2019年5月16日加入   |
| もぐゆうか | 2000年7月30日  | のーぷらん。                                                              | 2019年11月21日加入               |
| 雪城りんご | 1998年12月4日  | のーぷらん。                                                              | 2021年7月4日加入                 |
| 山根優佳   | 10月24日       | 天空のシラバス asfi マジカルコネクションβ ChouChou スターマイン           | 2021年7月4日加入                 |

### 卒業メンバー
記載は卒業順。各情報は卒業時のもの。
| 名前         | 誕生日         | 兼任グループ                            | 備考・活動期間                             |
| ------------ | -------------- | --------------------------------------- | ------------------------------------------ |
| 宇佐見美樹   | 6月5日         | −                                       | 2017年8月3日～2018年3月12日                |
| 遠藤星七     | 1994年6月13日  | 81limited                               | 2017年11月25日～2018年3月12日              |
| 嶋田あさひ   | 1996年5月31日  | −                                       | 2017年8月13日～2018年9月？                 |
| 有栖川優奈   | 2003年9月5日   | asfi                                    | 初期メンバー 2018年10月27日                |
| 山下春花     | 1993年2月12日  | SPRING CHUBIT                           | 初期メンバー ～2018年10月31日              |
| 南にこ       | 6月11日        | Asterisk                                | 初期メンバー ～2018年10月31日              |
| 榎本佳純     | 1998年7月10日  | 代々木女子音楽院                        | 2017年8月3日～2019年3月21日                |
| 陽向あいみ   | 1996年8月31日  | KiREI サンプリングガールズ ダブルエース | 2017年8月3日～2019年4月18日                |
| 碧波彩       | 7月3日         | −                                       | 2018年5月3日～2019年4月26日                |
| 観月ルナ     | 2000年6月16日  | のーぷらん。                            | 2018年1月27日～2019年5月2日                |
| 岩倉愛       | 1990年2月3日   | 豊島区ぴーすUPがーる                    | 2018年1月27日～2019年5月2日                |
| 芦川佑依     | 1999年11月23日 | マジカルコネクション                    | 2019年3月31日～2019年5月？                 |
| 加藤ありさ   | 1995年9月5日   |                                         | 初期メンバー ～2019年6月6日                |
| 黒崎れおん   | 1991年7月1日   | −                                       | 初期メンバー ～2019年7月4日                |
| 春瀬ゆみ     | 1996年12月19日 | KiREI                                   | 初期メンバー ～2019年7月4日                |
| 瀬戸栞       | 1996年10月2日  | のーぷらん。                            | 初期メンバー ～2019年10月3日               |
| 多城日菜     | 1994年10月8日  | KiREI サンプリングガールズ ダブルエース | 2018年10月2日～2019年10月17日              |
| 綾瀬羽乃     | 1988年5月5日   | −                                       | 初期メンバー ～？？？                      |
| 乙川杏珠     | 1997年6月19日  | －                                      | 2018年10月18日～2020年3月19日              |
| 善木南帆     | 1997年4月11日  | マジカルコネクション                    | 2019年3月31日～2021年3月6日                |
| 夏井みく     | 1998年11月4日  | −                                       | 初代キャプテン 初期メンバー ～2021年4月1日 |
| 里田茜       | 1992年10月16日 | －                                      | 2019年11月17日～2021年4月25日              |
| もりしょうこ | 1994年3月9日   | 黒のシャーナ                            | 2018年1月17日～2021年11月18日              |
| 一木望未     | 1月5日         | －                                      | 2019年3月31日～2022年？                    |
| 伊藤なのか   | 1992年9月11日  | KNUoNEW                                 | 2019年5月11日～2022年？                    |
| 橋本桃果     | 3月6日         | －                                      | 2019年5月11日～2022年？                    |
| 齊藤ある     | 2月5日         | －                                      | 2019年8月11日～2022年？                    |
| 岡田琴子     | 3月16日        | 天空のシラバス マジカルコネクションβ    | 2021年7月4日～2023年3月11日                |
| 白桃瀬める   | 11月30日       | のーぷらん。                            | 2022年6月9日～2023年6月？                  |
| 高杉美々羽   | 2003年12月18日 | asfi                                    | 2019年5月16日～2023年12月17日              |
| 日吉えま     | 1月2日         | 天空のシラバス                          | 2022年6月9日～2024年12月26日               |

- 野月まろんは2018年1月13日に加入が発表されたが、デビュー前の2月18日に芸能活動の休止が発表された。

## 楽曲
- スキスキスキ
- ファイティングシンデレラ
- BIRTHDAY
- ASP⇔A
- 元気注意報
- 初恋ドーナツ
- DANCING TONIGHT
- 音速DI-VA
- サバーイ夏BANG!BANG!BANG!（スプリングChu♡bit カバー）
- Fly Off
- 恋する魔法
- 誓い
- Hands Up!
- Break the Wall
- りみっとBreak!

## テレビ・ストリーミング配信
- BS12 トゥエルビ「アンカーレディの美女アナ？育成委員会」（第14回、2018年1月25日）
- BS12 トゥエルビ「アイドル・ディスカバリー」（第1回、2018年2月8日）
- Pigoo（スカパー!プレミアムサービス、スカパー!オンデマンド、Pigooオンデマンド）「SEVEN4の待ち時間74分」（2018年2月2日～）

## 出演

### オンライン演劇
- 愛はお金で買えますか？ダブルデート編（2020年11月21日 ‐ 29日、SFIDA ENTERTAINMENT オンラインプロデュース）‐ 綾瀬のみ[6]